# Accordo della linea rossa
L'accordo della linea rossa fu il nome dato ad un accordo siglato il 31 luglio 1928 tra i partner della Turkish Petroleum Company.

## Storia
Lo scopo dell'accordo fu quello di formalizzare la struttura societaria della Turkish Petroleum Company e legare tutti i partner ad una clausola di abnegazione, che proibiva ad ogni partecipante di perseguire indipendentemente degli interessi petroliferi nell'ex-Impero ottomano. Questo accordo sancì la creazione di un cartello petrolifero, dall'immensa influenza ed attivo su un territorio molto vasto. Tale cartello precedette di tre decadi la nascita di un altro cartello, l'OPEC, formato nel 1960.
In un meeting del 1928 Calouste Gulbenkian, un uomo d'affari e filantropo armeno, disegnò una linea rossa su una carta geografica del Medio Oriente, definendo così i confini entro i quali doveva valere l'accordo fra le compagnie, che toccava la Turchia, la penisola arabica e tutto il Medio Oriente dal Sinai all'Iraq (con l'eccezione del Kuwait, allora protettorato britannico). Gulbenkian disse che i confini da lui tracciati corrispondevano a quelli dell'Impero ottomano nel 1914, aggiungendo che ne era certo proprio in virtù del fatto che vi era nato e cresciuto. Nessuno trovò motivi per obiettare e l'accordo passò alla storia come l'"accordo della linea rossa".